# Albertino Bragança
Pour les articles homonymes, voir Bragança.
Albertino Bragança, né en 1944, est un homme politique santoméen. Il est ministre des Affaires étrangères de 1993 à 1994.